# HEART
 For alternative betydninger, se Heart.
HEART – Herning Museum of Contemporary Art er et 5.600 kvadratmeter stort kunstmuseum i Herning, tegnet af den amerikanske arkitekt Steven Holl. Det åbnedes i 2009. Tidligere hed museet Herning Kunstmuseum og havde til huse i en tidligere skjortefabrik Angligaarden ejet af Aage Damgaard. Herning Kunstmuseum blev stiftet i 1977, da Aage Damgaard sammen med Herning Kommune donerede værker fra deres samlinger til museet. Heart er placeret i Hernings erhvervs- og kulturområde, Birk Centerpark og har som naboer Carl-Henning Pedersen og Else Alfelts Museum, Ingvar Cronhammars Elia-skulptur og den gamle skjortefabrik, Angligaarden. Inspireret af Hernings tekstilindustri har Steven Holl tegnet museet med en krøllet overflade, buede vægge og med de fleste lofter og vægge i en kurvet form.
Samlingen har udgangspunkt i dansk og international konceptuel og eksperimenterende kunst fra 1930'erne og frem til i dag. Museet rummer det tidligere Herning Kunstmuseums samlinger af moderne kunst, blandt andet verdens største samling værker af Piero Manzoni og blandt andet værker af blandt andre Paul Gadegaard, Ingvar Cronhammar, Bjørn Nørgaard, Joseph Beuys, Mario Merz , Knud Hvidberg, John Kørner og Troels Wörsel. Samlingen vises kun i forbindelse med særlige udstillinger, og er derfor kun tilgængelig i udvalgte perioder. Museet viser to særudstillinger om året. Der er endvidere koncertsal, formidlingsafdeling, butik og café og et skabende værksted for børn.